# Zoran Ratković
Zoran Ratković (* 31. Dezember 1978 in Belišće) ist ein ehemaliger kroatischer Fußballspieler.
Ratković spielte bis Januar 2007 für den kroatischen Erstligisten Cibalia Vinkovci. Dann verpflichtete ihn der deutsche Zweitliga-Verein Eintracht Braunschweig im Rahmen der Kampagne „Elf Siege für die Zweite Liga“. Mit dieser Kampagne wollte der Verein den drohenden Abstieg in die Regionalliga verhindern, wird zur Saison 2007/08 aber dennoch dort antreten. Zoran Ratković verließ den Verein wieder verlassen, da sein Vertrag nur für die 1. und 2. Bundesliga gültig war. Zur Saison 2007/08 schloss er sich dem kroatischen Viertligisten NK Samobor an, ehe er nach einem halben Jahr weiter zu Međimurje Čakovec zog, mit denen er am Ende der Saison aus der ersten kroatischen Liga abstieg.